# Euryopis cyclosisa
Euryopis cyclosisa là một loài nhện trong họ Theridiidae.
Loài này thuộc chi Euryopis. Euryopis cyclosisa được miêu tả năm 1997 bởi Zhu & Da-xiang Song.